# Raymond Bonney
Pour les articles homonymes, voir Bonney.
Raymond Lenroy Bonney (né le 5 avril 1892 à Phoenix dans l'État de New York aux États-Unis — mort le 19 octobre 1964 à Ottawa, dans la province de l'Ontario au Canada) est un joueur amateur américain de hockey sur glace qui évoluait au poste de gardien de but.
Il a fait partie de l'équipe des États-Unis qui a remporté la médaille d'argent lors de la première apparition du hockey sur glace aux Jeux olympiques en 1920.

## Statistiques en équipe nationale
| Année | Équipe     | Événement       |   | PJ | V | D | Pr/N | Min | BC   | Moy | % Arr | Bl | Pun               |  | Résultat |
| 1920  | États-Unis | Jeux olympiques | 2 | 1  | 1 | 0 | 80   | 2   | 1,00 |     | 1     |    | Médaille d'argent |  |          |

## Statistiques
| Saison    | Équipe               | Ligue |    | Saison régulière | Saison régulière | Saison régulière | Saison régulière | Saison régulière | Saison régulière | Saison régulière | Saison régulière | Saison régulière | Saison régulière |   | Séries éliminatoires | Séries éliminatoires | Séries éliminatoires | Séries éliminatoires | Séries éliminatoires | Séries éliminatoires | Séries éliminatoires | Séries éliminatoires | Séries éliminatoires |
| Saison    | Équipe               | Ligue | PJ | V                | D                | Pr/N             | Min              | BC               | Moy              | % Arr            | Bl               | Pun              | PJ               | V | D                    | Min                  | BC                   | Moy                  | % Arr                | Bl                   | Pun                  |                      |                      |
| 1926-1927 | Saints de Saint-Paul | AHA   | 4  | 1                | 3                | 0                | 240              | 13               | 3,25             |                  | 1                |                  |                  |   |                      |                      |                      |                      |                      |                      |                      |                      |                      |